# Semiothisa renotata
Semiothisa renotata är en fjärilsart som beskrevs av Louis Beethoven Prout 1916. Semiothisa renotata ingår i släktet Semiothisa och familjen mätare. Inga underarter finns listade i Catalogue of Life.